# Municipio de Sugar Creek (condado de Greene)
El municipio de Sugar Creek (en inglés: Sugar Creek Township) es un municipio ubicado en el condado de Greene en el estado estadounidense de Arkansas. En el año 2010 tenía una población de 729 habitantes y una densidad poblacional de 11,32 personas por km².

## Geografía
El municipio de Sugar Creek se encuentra ubicado en las coordenadas 36°6′41″N 90°38′6″O / 36.11139, -90.63500. Según la Oficina del Censo de los Estados Unidos, el municipio tiene una superficie total de 64.38 km², de la cual 64,38 km² corresponden a tierra firme y (0 %) 0 km² es agua.

## Demografía
Según el censo de 2010, había 729 personas residiendo en el municipio de Sugar Creek. La densidad de población era de 11,32 hab./km². De los 729 habitantes, el municipio de Sugar Creek estaba compuesto por el 98,9 % blancos, el 0,27 % eran amerindios, el 0,27 % eran de otras razas y el 0,55 % eran de una mezcla de razas. Del total de la población el 0,27 % eran hispanos o latinos de cualquier raza.